# شاوينشتاين
شاون اشتاين (بالألمانية: Schauenstein) هي بلدة ألمانية تقع في ألمانيا في بافاريا. يقدر عدد سكانها بـ 2,122 نسمة .